# قلمرو اوتاکی

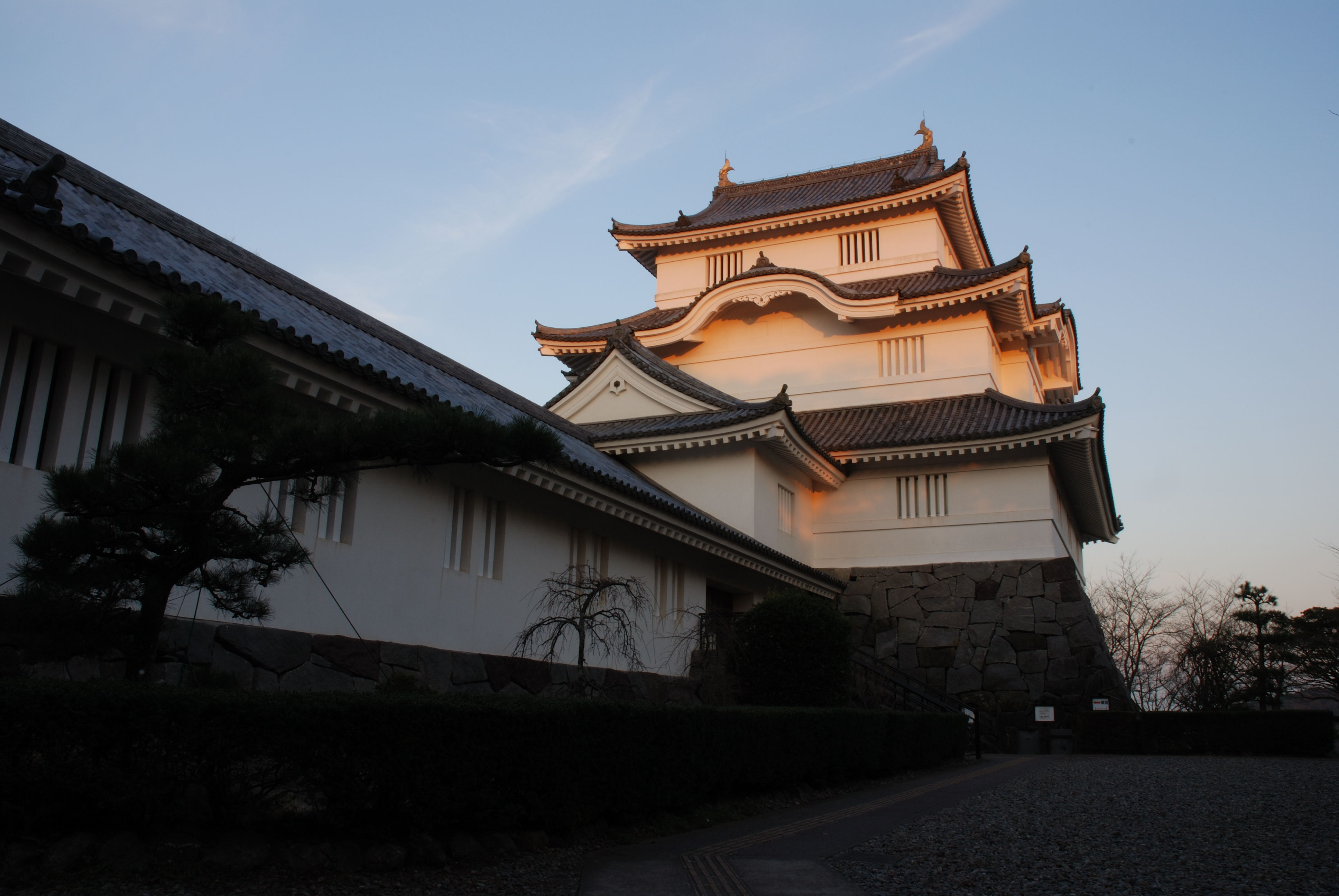
قلعه اوتاکی

قلمرو اوتاکی انگلیسی: 大多喜藩, Ōtaki-han، یک قلمرو فئودالی بود (هان (ژاپن)) تحت شوگون‌سالاری توکوگاوا از دوره ادو، واقع در ولایت کازوسا (استان چیبا امروزی) در ژاپن بود. مرکز آن در قلعه اوتاکی در شهر اوتاکی، چیبا امروزی بود.